# Розкішне (Пологівський район)
Розкі́шне — село в Україні, у Молочанській міській громаді Пологівського району Запорізької області. Населення становить 268 осіб. До 2020 орган місцевого самоврядування - Лагідненська сільська рада.

## Географія
Село Розкішне розміщене на правому березі річки Юшанли, вище за течією на відстані 3,5 км розташоване село Грушівка, нижче за течією на відстані 5,5 км розташоване село Радянське, на протилежному березі — село Могутнє.

## Історія
- Село було засноване в 1922 році, як село Відважне.
- У 1964 році перейменоване в село Розкішне.
- 12 червня 2020 року, відповідно до Розпорядження Кабінету Міністрів України від № 713-р «Про визначення адміністративних центрів та затвердження територій територіальних громад Запорізької області», увійшло до складу Молочанської міської громади.[1]
- 19 липня 2020 року, в результаті адміністративно-територіальної реформи та ліквідації Токмацького району, селище увійшло до складу Пологівського району.[2]